# Dopo la vita
Dopo la vita (The Legend of Hell House) è un film del 1973 diretto da John Hough e tratto dal romanzo La casa d'inferno di Richard Matheson.

## Trama
Una villa di periferia è infestata dal fantasma di Emeric Belasco, un uomo malvagio dedito a riti satanici, e già due tentativi di disinfestarla sono falliti con esiti disastrosi. Il dottor Barret, accompagnato dalla moglie Ann e dai medium Benjamin Franklin Fischer e Florence Tanner decidono di tentare loro l'impresa di liberare la dimora dallo spirito malvagio.
Il fisico Dr. Lionel Barrett viene arruolato dall'eccentrico milionario Rudolph Deutsch per intraprendere un'indagine sull'aldilà a Belasco House, il "Monte Everest delle case infestate" come da lui stesso chiamata la villa. La casa era originariamente di proprietà di Emeric Belasco, un milionario, di statura alta, circa due metri, pervertito e presunto assassino, scomparso subito dopo un massacro avvenuto nella casa. Si ritiene che la casa sia infestata dai fantasmi delle persone vittime delle sue sadiche e perverse torture.
Ad accompagnare Barrett ci sono sua moglie, Ann, così come due medium: il medium mentale e spiritualista Florence Tanner e il medium fisico Benjamin Franklin "Ben" Fischer, che è l'unico sopravvissuto di un'indagine condotta vent’anni anni prima. Il gruppo giunge alla villa di Emeric Belasco una settimana prima della vigilia di Natale. Il razionalista Barrett è fortemente scettico sulla credenza di Florence nelle "personalità dei sopravvissuti", anime vaganti, spiriti che infestano il mondo fisico, e afferma che in quella casa non c'è altro che energia elettromagnetica non focalizzata. Il dottor Barrett ha portato una macchina da lui progettata e costruita, allo scopo di liberare la casa dall’energia elettromagnetica.
Sebbene non sia un medium fisico, Florence inizia a manifestare fenomeni fisici all'interno della casa. Quando, dopo una lite con Tanner, Barrett viene attaccato da forze invisibili, sospetta che Florence stia usando l'energia della casa contro di lui. Nel frattempo, Fischer rimane in disparte, con la mente chiusa dall'influenza che quella casa esercita su di lui. Ann è sottoposta a visioni erotiche a tarda notte, che sembrano legate alla sua vita sessuale poco brillante. Scende al piano di sotto e, in apparente trance, si spoglia e chiede sesso a Fischer. Lui la colpisce, facendola uscire dalla trance, e lei torna in sé, inorridita e vergognata. Un secondo incidente si verifica circa un giorno dopo che si è ubriacata. Suo marito arriva un attimo dopo e assiste involontariamente alle sue avances verso Fischer. Barrett è risentito e respinge gli avvertimenti di Fischer che la casa sta colpendo Ann. Colpito dall'accusa, Fischer lascia cadere i suoi scudi psichici, ma viene immediatamente attaccato.
Florence è convinta che una delle "personalità sopravvissute" in casa sia Daniel, il tormentato figlio di Belasco, ed è determinata a dimostrarlo a tutti i costi. Trova uno scheletro umano incatenato dietro un muro. Credendo che sia Daniel, Florence e Fischer seppelliscono il corpo all'esterno e Florence esegue un funerale. Tuttavia, la "personalità" di Daniel continua a perseguitare Florence; la ragazza viene graffiata violentemente da un gatto nero posseduto da uno spirito maligno. Barrett sospetta che Florence si stia mutilando. Nel tentativo di far vivere in pace l’anima di Daniel, Florence si dona sessualmente all'entità del defunto, ma esso la brutalizza e possiede il suo corpo.
La macchina di Barrett è pronta per essere utilizzata. Posseduta dallo spirito malevolo, Florence tenta di distruggerla, pensando che possa danneggiare gli spiriti in casa, ma le viene impedito di fare gravi danni. Entra nella cappella, "il cuore empio" della casa, nel tentativo di avvertire gli spiriti, ma viene schiacciata da un crocifisso che cade. Mentre muore, lascia un simbolo, una lettera “B” cerchiata scritta col suo stesso sangue. Barrett attiva la macchina, che sembra essere efficace. Fischer quindi vaga per la casa, tentando di percepire l'energia psichica, con stupore, dichiara il luogo "completamente libero!" Ma l'attività psichica violenta riprende presto e Barrett viene ucciso. Viene trovato dalla moglie Ann nella cappella schiacciato da un lampadario, dopo che una misteriosa voce la chiamava.
Fischer decide quindi di affrontare la casa e Ann lo accompagna nonostante i suoi dubbi. Decifrando l'indizio morente di Florence, Fischer deduce che Belasco è l'unica entità che infesta quella misteriosa villa, mascherata da altrettante persone. Schernisce Belasco, dichiarandolo un "figlio di puttana", e che non era un "gigante ruggente", ma piuttosto più probabilmente un "piccolo bastardo" che ingannava tutti sulla sua presunta altezza che non raggiungeva il metro e cinquanta. Anche se gli oggetti iniziano a scagliarsi contro Fischer, continua a sfidare l'entità e insulta la statura fisica di Belasco. A quel punto, tutto diventa fermo. Fischer poi si concentra, e una parete vetrata nella cappella va in frantumi, rivelando una porta nascosta. Fischer e Ann scoprono una stanza rivestita di piombo, contenente il corpo conservato di Belasco seduto su una sedia. Tirando fuori un coltellino tascabile, Fischer squarcia la gamba dei pantaloni di Belasco, scoprendo il suo ultimo segreto: un paio di protesi. Fischer si rende conto che Belasco aveva subito l'amputazione delle sue gambe rachitiche e che aveva usato le protesi con cui erano state sostituite in un grottesco tentativo di apparire imponente. Belasco aveva anche la stanza appositamente costruita rivestita di piombo allo scopo di conservare la sua anima dentro la cappella, presagendo la scoperta della natura elettromagnetica della vita dopo la morte.
Con la stanza ora aperta, Fischer attiva la macchina di Barrett una seconda volta, e lui e Ann lasciano la casa, sperando che Barrett e Florence guidino Belasco nell'aldilà senza paura.